# جوزف آر. هاولی
جوزف آر. هاولی (به انگلیسی: Joseph R. Hawley) سناتور سابق عضو حزب جمهوری‌خواه ایالات متحده آمریکا بود. وی در سال ۱۸۸۱ تا ۱۹۰۵ میلادی سناتور ایالت کنتیکت در سنای ایالات متحده آمریکا بود.